# Henrique I de Châtillon

Brasão com as Armas da Casa de Châtillon.

Henrique I de Châtillon (1080 - 1130) foi Senhor de Chatillon-sur-Marne

## Relações familiares
Foi filho de Gaucher I de Châtillon (1050 - 1096). Casou com Ermengarda de Montjay (1090 -?), filha de Alberico de Montjay (? - 1147), de quem teve:
1. Reinaldo de Châtillon (1125 - 4 de Julho de 1187), Senhor de Chatillon-sur-Marne e Príncipe de Antioquia casou por duas vezes, a primeira em 1153 com Constança de Altavila, princesa de Antioquia e a segunda com Etiennette de Milly.
2. Gaucher II de Châtillon (1115 - 1147), Senhor de Chatillon-sur-Marne, de Toissy, de Montjay e de Crécy, casou com Adelaide de Roucy (1117 - 1172), filha de Hugo I de Roucy (1090 - 1160) e de Adeline de Pierrefonds.